# Skamlingsbanken

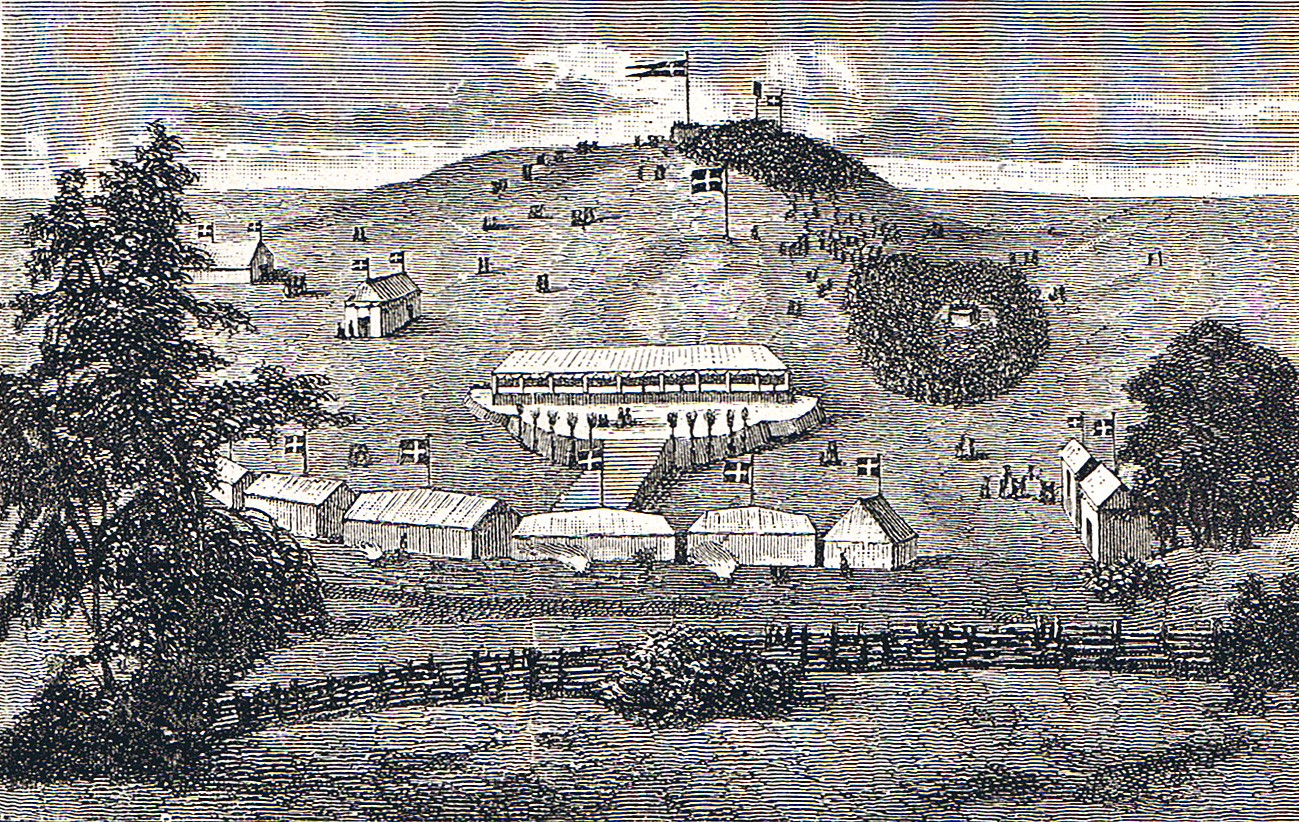
Volksfest auf Skamlingsbanken (1843)

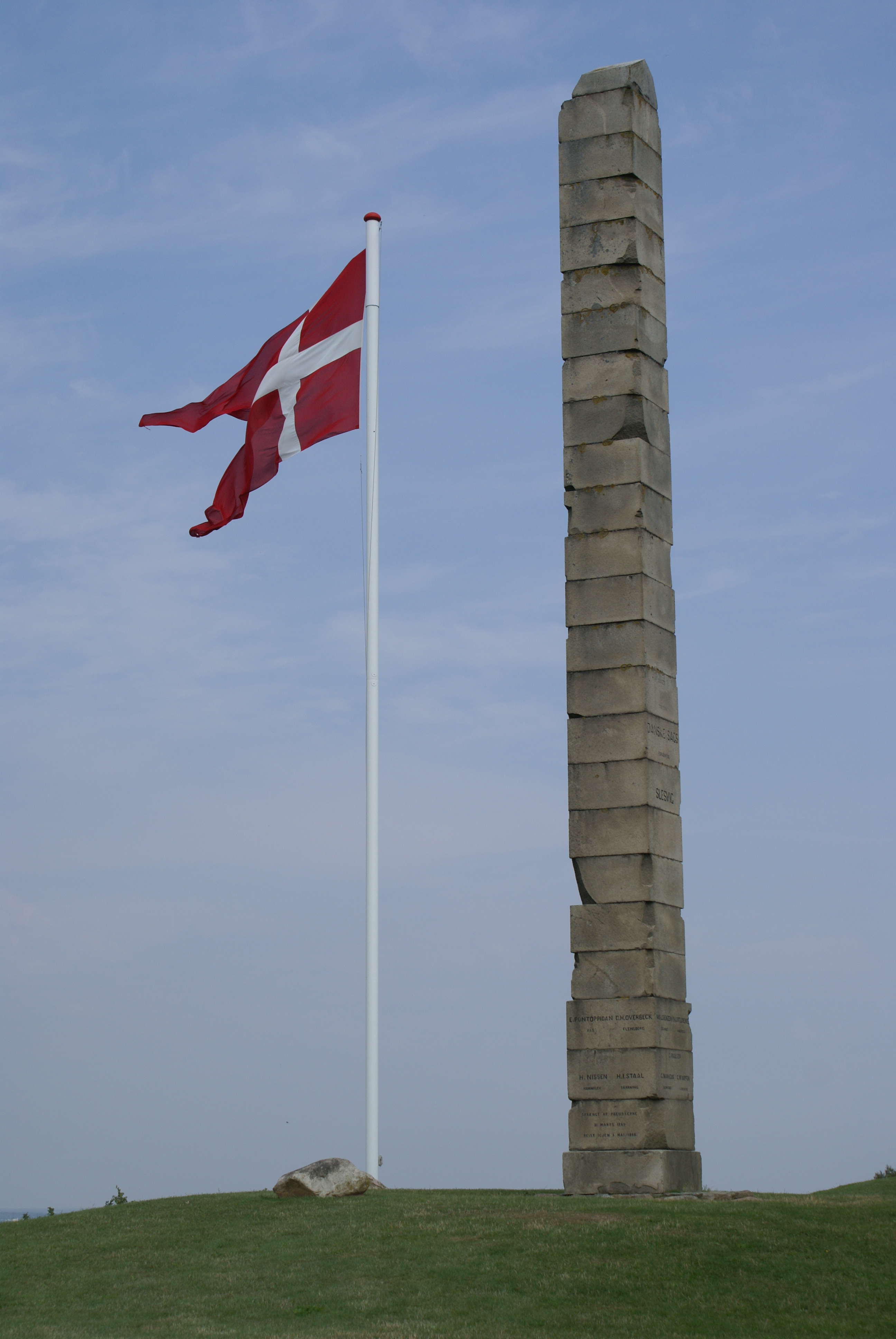
Obelisk auf Skamlingsbanken

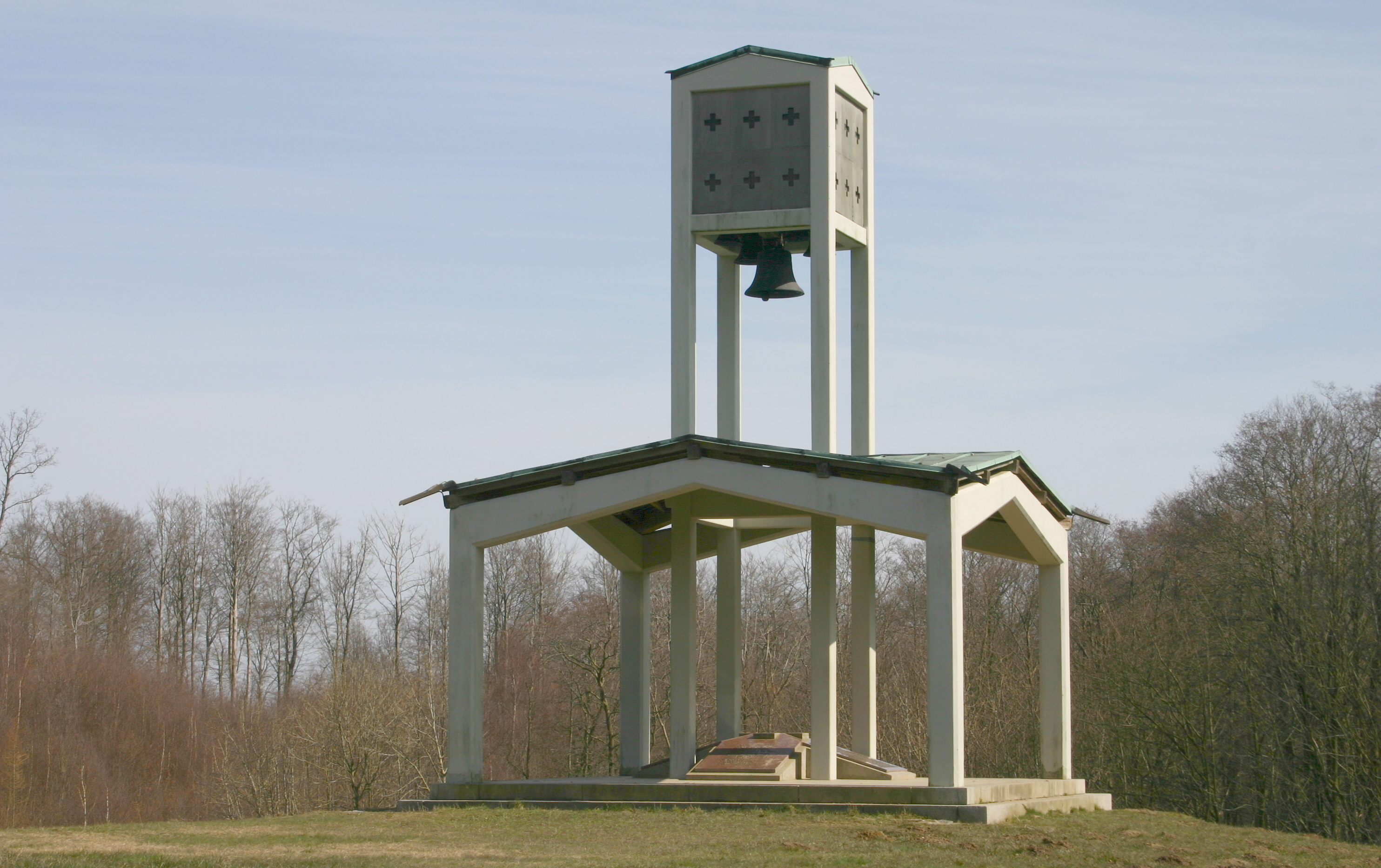
Glockenstuhl

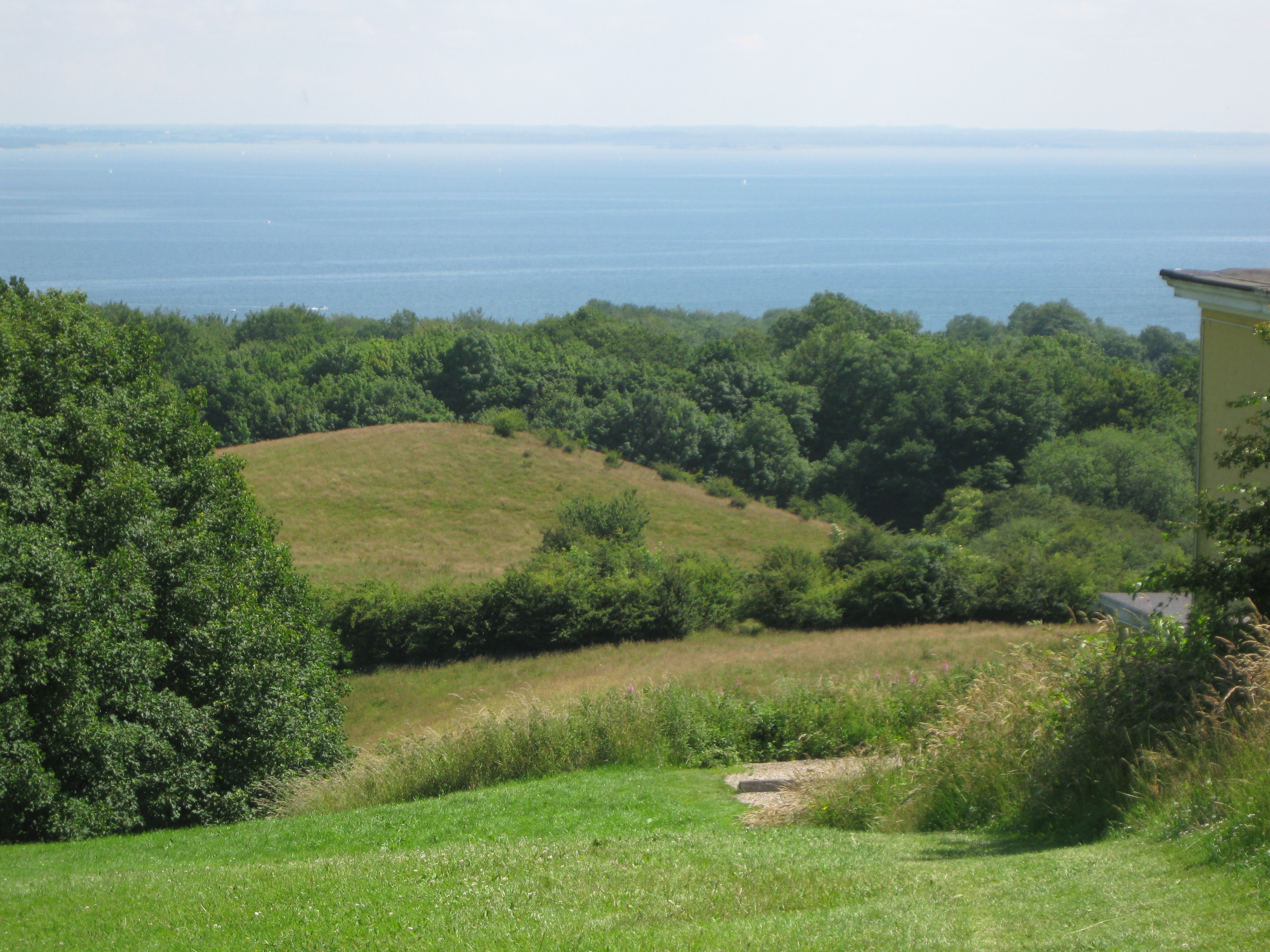
Blick von Skamlingsbanken auf den Kleinen Belt

Die Skamlingsbanken ist eine Endmoräne in Jütland südöstlich von Kolding und nordöstlich von Christiansfeld in Vejstrup Sogn am Kleinen Belt. Mit einer Höhe von 113 Metern ist es eine der höheren Erhebungen in Sønderjylland.

## Geschichte
Die Skamlingsbanke als Endmoräne hat eine Ausdehnung von 2–3 Kilometern und steht unter Naturschutz. Bedeutung hat sie als Versammlungsort der dänischen Bevölkerung Sønderjyllands (inklusive Südschleswigs), die hier im Rahmen der in der ersten Hälfte des 19. Jahrhunderts entstandenen dänischen Nationalbewegung ab 1843 Volksfeste zur Stärkung dänischer Identität und Sprache in Nordschleswig abhält. 1844 sangen hier Studenten Der er et yndigt land und das Lied wurde dadurch populär; heute ist es die dänische Nationalhymne. Die Initiatoren dieser Treffen konnten die Skamlingsbanken aufgrund einer Geldsammlung als Eigentum erwerben. 1863 errichteten sie auf der Spitze des Hügels einen 15 Meter hohen Obelisk aus Granitquadern, der 18 Persönlichkeiten der Dänischen Bewegung ehrte. Bereits im Deutsch-Dänischen Krieg 1864 wurde er von den Preußen niedergelegt. Die Steine wurden verkauft und von dänischen Strohleuten erworben, die sie in der Nähe von Skamlingsbanken versteckten. Nach Ende des Krieges lag Skamlingsbanke nördlich der neugezogenen Grenze zu Deutschland und so konnte der Obelisk nach dem Frieden von Wien (1864) noch 1864 wieder aufgebaut werden. In der Folge wurden auf der Skamlingsbanken auch mehrere Einzeldenkmale für verdiente Persönlichkeiten um die dänische Sache errichtet. Von 1911 bis 1948 hatte Skamlingsbanken einen Haltepunkt der Kolding Sydbaner. Nach 1945 entstand mit dem Glockenstuhl ein Denkmal für die Mitglieder der dänischen Widerstandsbewegung aus dem südlichen Jütland, die während der Besetzung durch Deutschland im Zweiten Weltkrieg ihr Leben ließen. Das Glockenspiel spielt täglich den Prinz Jürgen Marsch, benannt nach Prinz Georg von Dänemark. Der von Jeremiah Clarke komponierte Marsch wurde von der BBC immer wieder im Zweiten Weltkrieg zu Beginn der an Dänemark gerichteten Sendungen genutzt und nach dem Krieg auch von BBC World Service als Erkennungsmelodie übernommen.

## Liste der auf dem Obelisk verzeichneten Personen
- Werner Hans Friedrich Abrahamson
- Andreas Gottlieb Fabricius (1732–1804)
- Frederik Fischer
- Christian Flor (1792–1875)
- Peter Hiort Lorenzen
- Thomas Hoyer Jensen (1771–1839)
- Claus Jaspersen (1777–1847)
- Peter Christian Koch (1807–1880)
- Hans Andersen Krüger
- Nis Lorenzen Lilholt (1794–1860)
- Claus Manicus (1795–1877)
- Hans Nissen (1788–1857)
- Georg Hermann Overbeck (1743–1796)
- Christian Paulsen
- Erik Pontoppidan der Jüngere
- Laurids Skau
- Hans Ivar Staal (1796–1861)
- Carl Wilhelm Anton von Wimpffen (1802–1839)

## Einzeldenkmale auf Skamlingsbanken

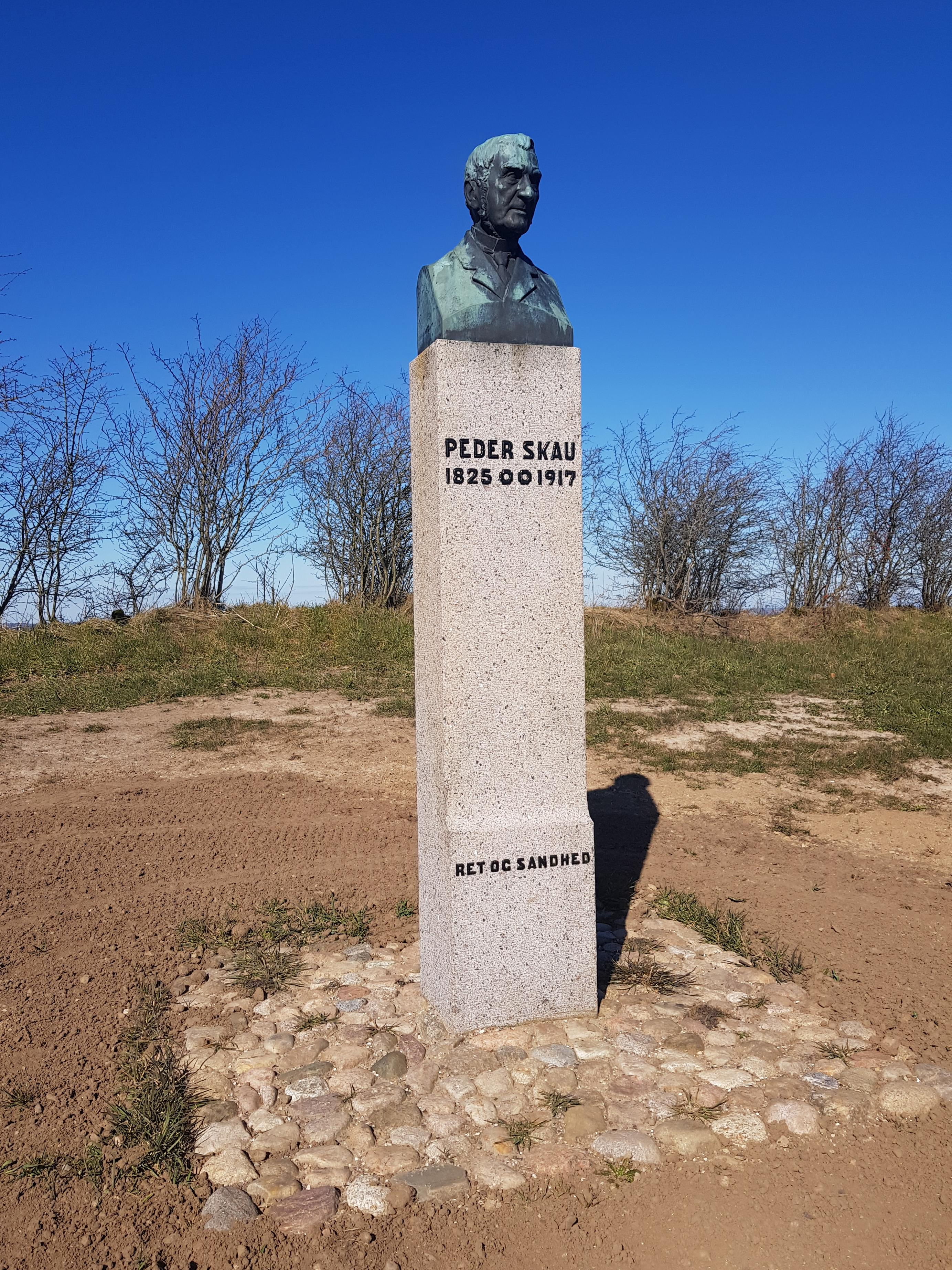
Peder Skau
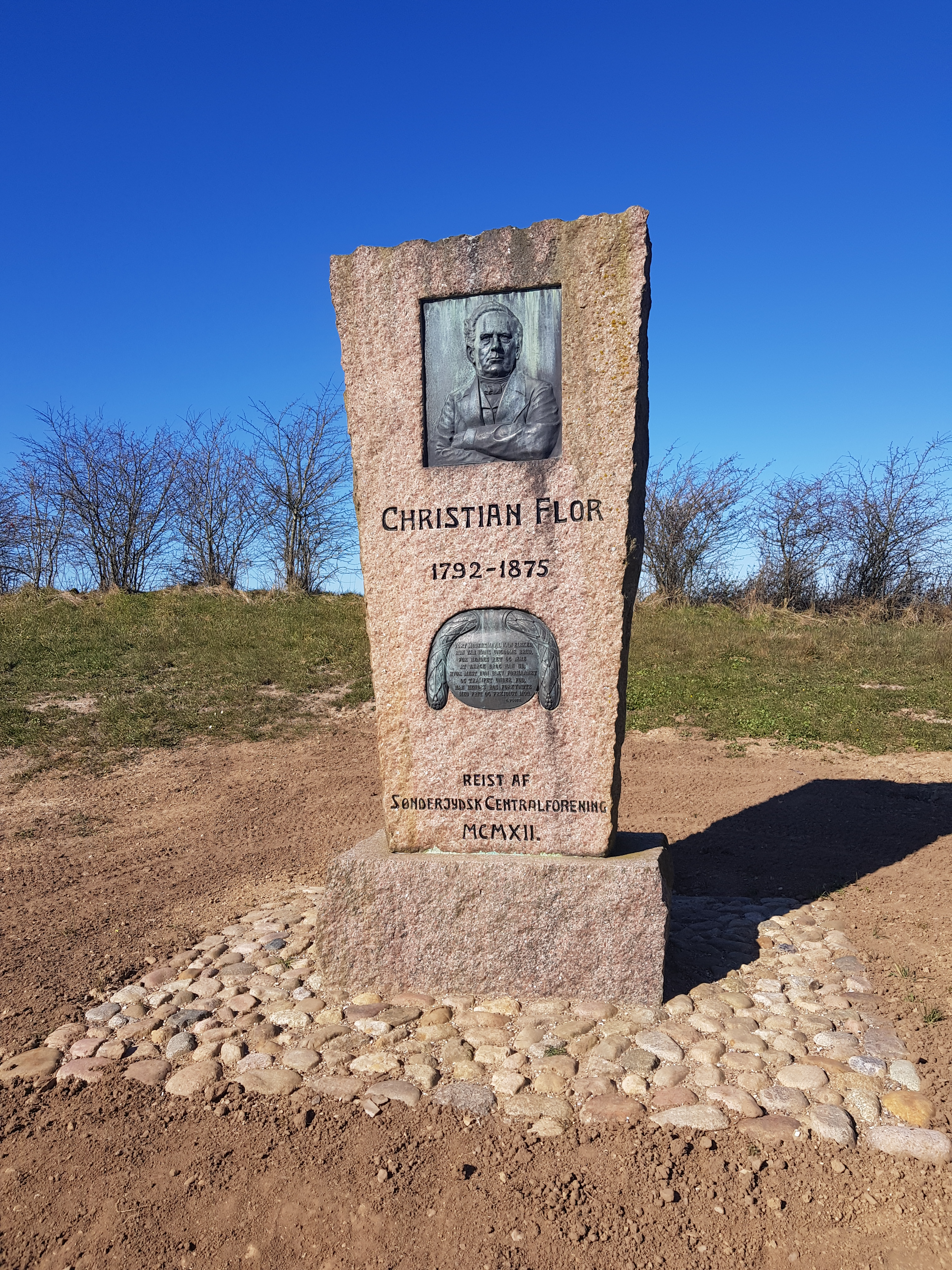
Christian Flor
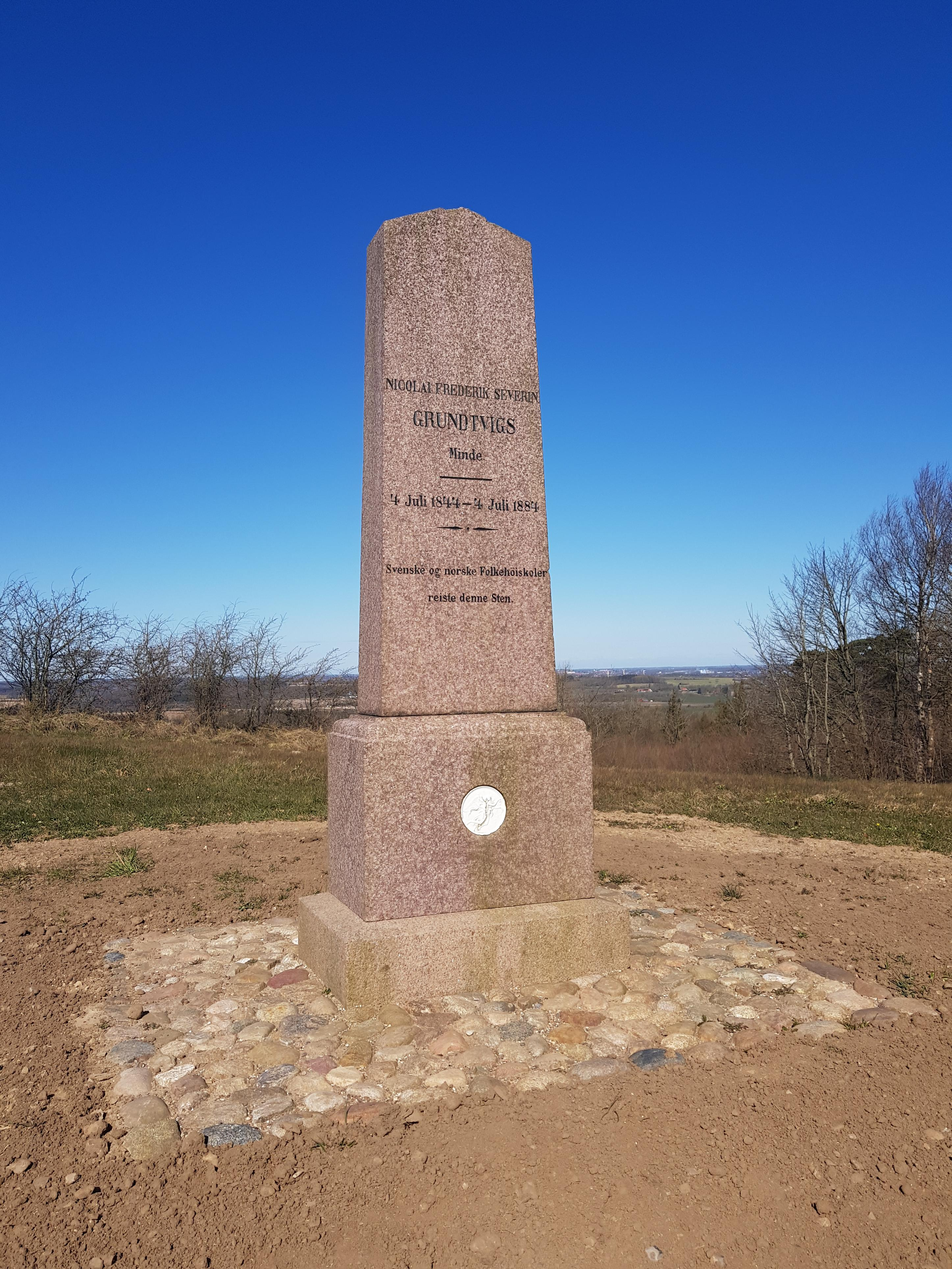
Nikolai Frederik Severin Grundtvig
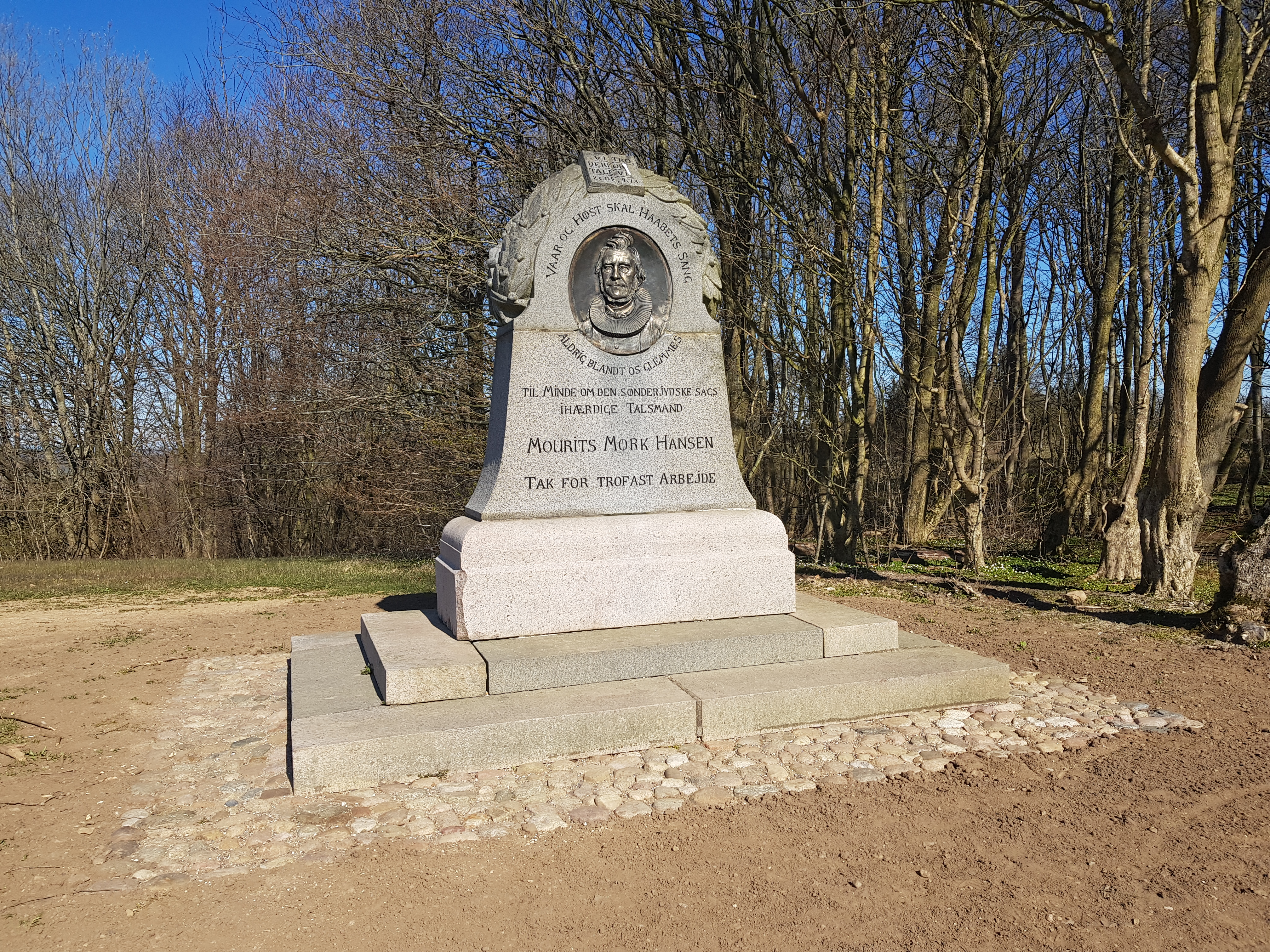
Mouritz Mørk Hansen (1815–1895)
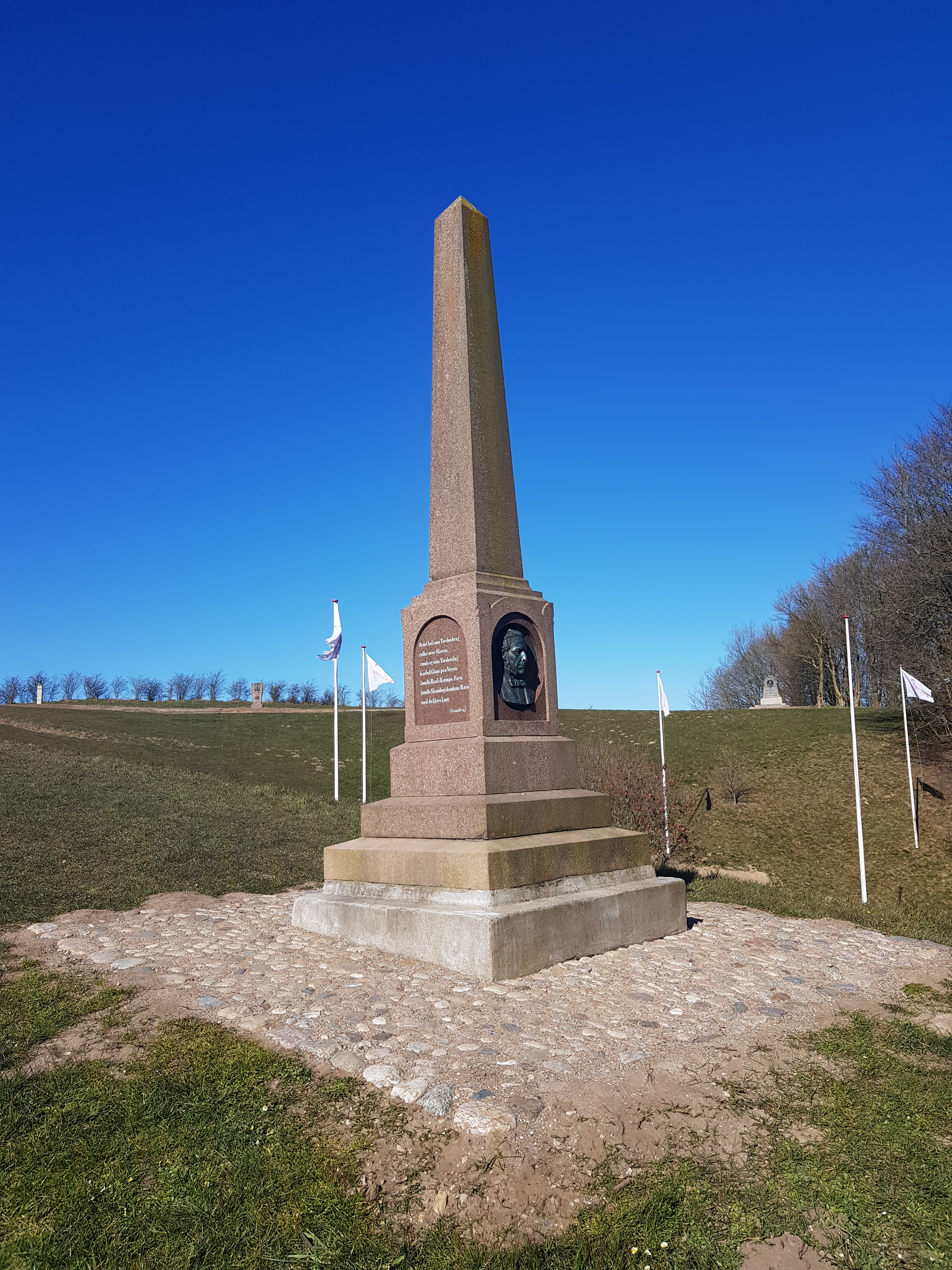
Laurids Skau
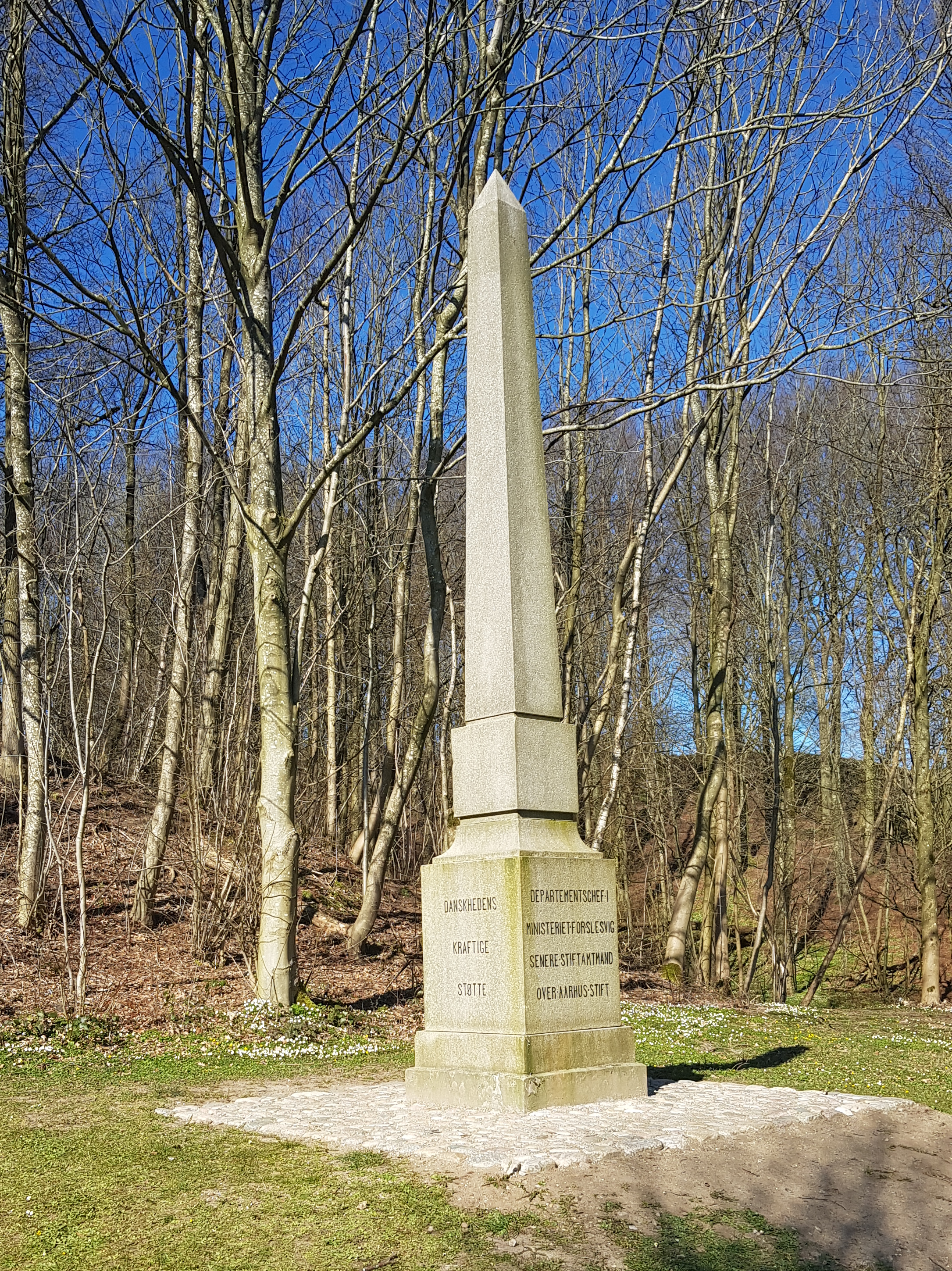
Theodor August Jes Regenburg